# 異針蟻亞科
異針蟻亞科（Heteroponerinae）隸屬於蟻科針蟻形態亞科群，下含1族3屬，該亞科是 Barry Bolton 於2003從針蟻亞科分出的六亞科之一。

## 分類
- 異針蟻亞科 Heteroponerinae Bolton, 2003
  - 異針蟻族 Heteroponerini Bolton, 2003
    - Acanthoponera（英语：Acanthoponera） Mayr, 1862
    - Aulacopone（英语：Aulacopone） Arnol'di, 1930
    - 異針蟻屬 Heteroponera（英语：Heteroponera） Mayr, 1887